# Wan Muhamad Noor Matha
Wan Muhamad Noor Matha (thaï : วันมูหะมัดนอร์ มะทา ; RTGS : Wanmuhamatno Matha, [wān.muː.hà.mát.nɔː má.tʰāː]), né le 11 mai 1944 à Yala, est un enseignant, directeur d'école, maître de conférences et homme politique thaïlandais. Membre de la Chambre des représentants de 1979 à 1983, de 1986 à 2006, de 2019 à 2020, puis depuis 2023, il en est son 20e président, du 23 novembre 1996 au 27 juin 2000 pour sa 20e législature, puis depuis le 5 juillet 2023 pour sa 26e. 
En 1994, il est nommé vice-ministre de l'Intérieur auprès du ministre Chawalit Yongchaiyut, dans le premier gouvernement Chuan Likphai. Il est ensuite ministre des Transports de 1995 à 1996, au sein du gouvernement Banhan Sinlapa-acha, puis de 2001 à 2002 dans le premier gouvernement Thaksin Shinawatra. Au sein de ce même gouvernement, il devient ministre de l'Intérieur de 2002 à 2004, vice-Premier ministre de mars à octobre 2004, puis ministre de l'Agriculture et des Coopératives jusqu'en mars 2005.
En 2007, il est interdit de politique pendant 5 ans à la suite de la dissolution du Thai Rak Thai.

## Carrière politique

### Carrière parlementaire
Membre de plusieurs partis politiques depuis le début de sa carrière politique, il est d'abord élu, en 1979, membre de la Chambre des représentants pour le Parti de l'Action sociale (en) (AS), avant d'entrer au Parti démocrate (DEM) à partir de 1986. Il est réélu ensuite sous le Parti du peuple (PP) de 1988 à 1989, le Parti de la Solidarité (en) (PS) de 1989 à 1991, la Nouvelle Aspiration (NA) de 1991 à 2002, le Thai Rak Thai (TRT) de 2002 à 2006, puis le Prachachart (PCC), parti dont il est devenu le chef, de septembre 2018 à juillet 2023. Il fut également membre du Pheu Thai (PT), de 2012 à 2018, du Matuphum (en) (MTP), de 2008 à 2012, du Palang Prachachon (PPC), de 2007 à 2008, et du Parti démocrate neutre (DN) en 2007.
Le 23 novembre 1996, lors de la 20e législature, il devient la première personne de religion musulmane à être élu à la fonction de président de la Chambre des représentants. En 2023, il est désigné par Pita Limjaroenrat, chef du parti Aller de l'avant arrivé en tête des élections législatives, après un accord trouvé entre le parti et le Pheu Thai. Il est élu sans opposition.

### Carrière ministérielle
Le 25 octobre 1994, il est nommé vice-ministre de l'Intérieur auprès du ministre Chawalit Yongchaiyut dans le premier gouvernement de Chuan Likphai. Il est ensuite ministre des Transports à partir du 13 juillet 1995 au sein du gouvernement Banhan Sinlapa-acha, fonction qu'il retrouve le 17 février 2001 dans le premier gouvernement Thaksin Shinawatra. Il devient par la suite, au sein du même gouvernement, le 3 octobre 2002, ministre de l'Intérieur, vice-Premier ministre le 10 mars 2004 puis ministre de l'Agriculture et des Coopératives le 6 octobre 2004.  